# Josep Iborra
Pour les articles homonymes, voir Iborra.
Josep Iborra i Martínez, né à Benissa (province d'Alicante) le 14 octobre 1929 et mort le 24 février 2011, est un écrivain et critique littéraire valencien, licencié de droit à l'Université de Valence et docteur en philologie romane. Il a travaillé pour le renouveau culturel catalan au Pays Valencien, d'abord en tant que professeur d'école secondaire, puis a codirigé l'Institut des Sciences de l'Éducation et a été membre du Service de Normalisation Linguistique de l'Université de Valence. Il a collaboré avec des essais de critique littéraire dans un bon nombre de publications : La Caña Gris, Serra d'Or, L'Espill, Saó, El Temps, Reduccions, Caràcters et Revista de Catalunya, entre autres,.

## Œuvre
- Paràboles i prou (1955)
- La nova poesia catalana del País Valencià (1977-78)
- Fuster portàtil (1982, prix d'essai Joan Fuster)
- Humanisme i nacionalisme en l'obra de Joan Fuster (1984)
- La trinxera literària (1974-1990). Estudis sobre literatura catalana al País Valencià (1995)
- Estudis sobre literatura catalana al País Valencià (1995)
- Inflexions (2004, prix de la ville d'Alzira)